# Rio Hondo (Los Angeles River)
Der Rio Hondo ist ein etwa 30 Kilometer langer Nebenfluss des Los Angeles River im Los Angeles County im US-Bundesstaat Kalifornien. Er entspringt in Irwindale und mündet bei South Gate in den Los Angeles River. Größter Nebenfluss ist der Eaton Wash.
Der Fluss fließt meist parallel zum San Gabriel River. Beide Flüsse durchqueren die Whittier Narrows, eine natürliche Enge in den Hügeln, die das südliche Ende des San Gabriel Valley bildet. Wie die anderen Flüsse im Los Angeles County fließt auch der Rio Hondo meist in einem Kanal. An zwei Stellen, wo er noch im natürlichen Flussbett fließt, liegen die zwei Parks Peck Road Water Conservation Park und Whittier Narrows Recreation Area. 